# Manuel Fraga Iribarne
Manuel Fraga Iribarne (Vilalba, 23 novembre 1922 – Madrid, 15 gennaio 2012) è stato un politico spagnolo.
Ministro durante il franchismo, è stato il primo leader dell'attuale Partito Popolare spagnolo.

## Biografia

### Nel franchismo
Docente di diritto pubblico dal 1949 all'Università di Valencia e dal 1953 in quella di Madrid, nel 1955 è stato segretario generale del Ministero dell'educazione.
Nel 1962 è stato ministro dell'informazione e del turismo nel governo di Francisco Franco, e lo resta fino al 1969. In quegli anni promosse un notevole impulso al turismo potenziando la rete dei "paradores" finanziati dallo Stato e lanciando la famosa campagna "España es diferente".
Dimissionato da Franco, resta consigliere nazionale del Movimiento, il partito unico franchista. Nel 1973 è nominato ambasciatore a Londra fino al 1975. Nel 1974 fonda in patria un'associazione politica, Reforma Democrática per un trapasso indolore del regime franchista in uno democratico e regionalista.

### Il dopo Franco

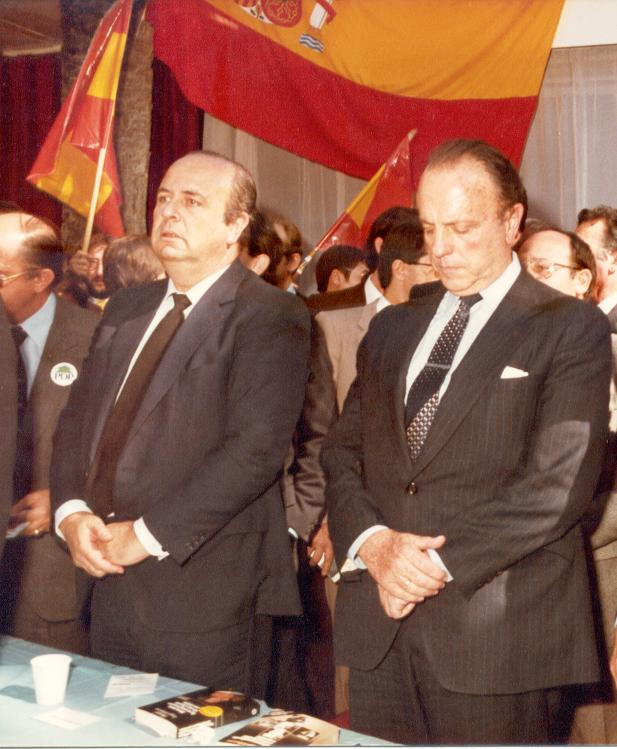
Fraga Iribarne (a destra) nel 1982

Immediatamente dopo la morte di Franco nel novembre 1975, nel successivo governo guidato da Carlos Arias Navarro, fu voluto dal nuovo re Juan Carlos I, come esponente riformatore, e fu nominato vice presidente di quel governo e ministro dell'Interno, dando vita alla cosiddetta  "transizione democratica".
Nel luglio 1976 si autoesclude dal nuovo governo presieduto da Adolfo Suárez, per formare a settembre un nuovo partito, raccogliendo anche altre formazioni post franchiste, che diverrà Alianza Popular. La nuova formazione politica ha partecipato alle prime elezioni democratiche spagnole del 1977 ottenendo 16 deputati (tra cui lo stesso Fraga Iribarne), con l'8,2% dei consensi. Eletto al Congresso, lo resta fino al 1987.
Fraga Iribarne è stato uno dei padri della Costituzione spagnola del 1978 e si pronunciò contro il colpo di Stato spagnolo del 1981.
Il suo obiettivo principale è stato quello di creare una "grande destra" spagnola. Nel 1982 AP, come Coalición Popular, con la sconfitta elettorale dell'Unione del Centro Democratico (UCD), Alianza Popular diviene il primo partito di centro-destra della Spagna, con il 26.36%.
È stato il leader dell'opposizione al socialista Felipe González dal 1982 al 1990. Nel 1986 è candidato premier per la Coaliciòn Popular, ottenendo il 25.97 dei voti. 
Nel 1987 è eletto deputato al Parlamento europeo, lasciando le Cortes , e la presidenza del partito.
Trasforma Alianza Popular al X congresso del partito nel gennaio 1989 in Partito Popolare di cui è eletto primo presidente, fino all'aprile 1990, quando lascia la guida al suo vice Aznar. 
Nel gennaio 1990 infatti è eletto presidente della regione autonoma della Galizia, e sempre riconfermato fino al 2005.

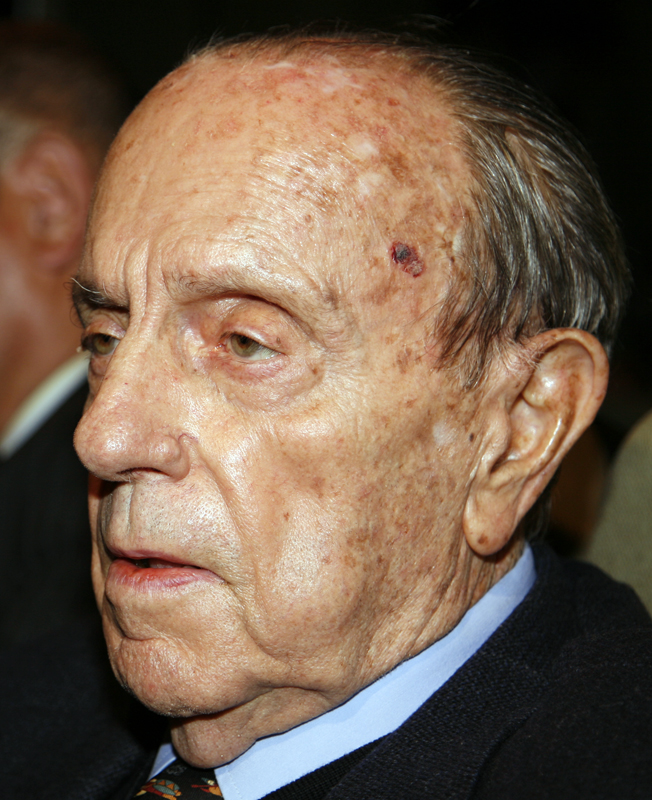
Fraga Iribarne nel 2007

È stato quindi senatore alle Cortes generales dal febbraio 2006 al settembre 2011, designato dalla Galizia. La sua azione è stata tesa al rinnovamento dell'economia spagnola, mentre dal punto di vista culturale e sociale Fraga ha sempre incarnato i valori tradizionali della destra.
Terminato l'incarico di senatore, lascia la politica attiva, morendo pochi mesi dopo.

## Opere
- Así se gobierna España, 1949
- El Congreso y la política exterior de los Estados Unidos, 1952
- Las Constituciones de Puerto Rico, 1953
- Las constituciones del Perú, 1953
- El Gabinete inglés, 1954
- La familia española ante la segunda mitad del siglo XX, problemas y soluciones, 1959
- Estructura política de España: la vida social y política en el siglo XX, 1961
- La guerra y la teoría del conflicto social, 1962
- El nuevo anti-maquiavelo, 1962
- Horizonte español, 1965
- El desarrollo político, 1972
- El Estado y la Iglesia en España, 1972
- La República, 1973
- Cánovas, Maeztu y otros discursos de la segunda Restauración, 1976
- Alianza Popular, 1977
- Los fundamentos de la diplomacia, 1977
- La Constitución y otras cuestiones fundamentales, 1978
- La crisis del Estado Español, 1978
- Ideas para la reconstrucción de una España con futuro, 1980
- Memoria breve de una vida pública. Memorias (1962-1975), 1980
- El cambio que fracasó, 1986
- España bloqueada, 1986
- En busca del tiempo perdido. Memorias (1975-1986), 1987
- Galicia ayer, hoy, mañana, 1989
- Ética pública y derecho, 1993
- El futuro del estado autonómico, 1996
- Nuevo orden mundial, 1996
- Las claves demográficas del futuro de España, 2001
- Final en Fisterra. Memorias (1990-2005), 2006
- Sociedad y valores, 2006

### In italiano
- Spagna in Europa, 1966, Pàtron editore, Bologna
- Orizzonte spagnolo, 1967, Istituto Editoriale Del Mediterraneo